# Ron Harper
Ronald Harper, detto Ron (Dayton, 20 gennaio 1964), è un ex cestista e allenatore di pallacanestro statunitense, professionista nella NBA.
Anche i figli Ron jr. e Dylan sono cestisti.

## Carriera
Scelto al primo giro del draft 1986, Harper si rivelerà un buon terminale offensivo nei suoi primi anni in NBA. Alla fine del contratto con i Cleveland Cavaliers, firmato da matricola, passa ai Los Angeles Clippers, ove non di rado è il miglior realizzatore di squadra.
La svolta alla sua carriera arriva nel 1994.
I Chicago Bulls, alla loro seconda stagione dopo il primo ritiro di Michael Jordan, lo scelgono come nuova guardia titolare. Le cifre personali di Harper scendono, a causa della presenza di compagni di squadra come Scottie Pippen e Toni Kukoč, ai quali si aggiunge a fine stagione anche Jordan, che torna a giocare.
Harper non perde il posto in quintetto base, riciclandosi nel ruolo di seconda guardia e specialista difensivo.
Al primo tentativo i Bulls si fermano alle semifinali di Conference, ma per le tre annate successive Harper e i Bulls conquistano il titolo consecutivamente.
Allo smantellamento della squadra nell'estate 1998, Harper e Kukoc sono gli unici giocatori di valore a restare, ma i Bulls non si qualificano per i play-off.
Nei mesi a seguire Phil Jackson diviene il nuovo allenatore dei Los Angeles Lakers e mette sotto contratto Harper, affiancandolo a Kobe Bryant in maniera simile a quanto già fatto con Jordan. Ciò porta Harper a vincere altri due titoli NBA, dopo i quali il giocatore lascia le competizioni.

## Statistiche
| † | Denota le stagioni in cui ha vinto il titolo |
| * | Primo nella lega                             |

### NCAA
| Anno      | Squadra        | PG  | PT | MP   | TC%  | 3P% | TL%  | RP   | AP  | PRP | SP  | PP   |
| --------- | -------------- | --- | -- | ---- | ---- | --- | ---- | ---- | --- | --- | --- | ---- |
| 1982-1983 | Miami RedHawks | 28  | -  | 31,7 | 49,7 | -   | 67,4 | 7,0  | 2,2 | 2,2 | 1,0 | 12,9 |
| 1983-1984 | Miami RedHawks | 30  | -  | 33,0 | 53,7 | -   | 57,0 | 7,6  | 2,1 | 1,4 | 1,0 | 16,3 |
| 1984-1985 | Miami RedHawks | 31  | -  | 36,9 | 54,1 | -   | 66,1 | 10,7 | 2,5 | 2,6 | 1,5 | 24,9 |
| 1985-1986 | Miami RedHawks | 31  | -  | 36,9 | 54,5 | -   | 66,5 | 11,7 | 4,3 | 3,3 | 2,3 | 24,9 |
| Carriera  | Carriera       | 120 | -  | 34,7 | 53,4 | -   | 64,2 | 9,3  | 2,8 | 2,4 | 1,5 | 19,8 |

### NBA

#### Regular season
| Anno       | Squadra             | PG   | PT  | MP   | TC%  | 3P%  | TL%  | RP  | AP  | PRP | SP  | PP   |
| ---------- | ------------------- | ---- | --- | ---- | ---- | ---- | ---- | --- | --- | --- | --- | ---- |
| 1986-1987  | Cleveland Cavaliers | 82   | 82  | 37,4 | 45,5 | 21,3 | 68,4 | 4,8 | 4,8 | 2,5 | 1,0 | 22,9 |
| 1987-1988  | Cleveland Cavaliers | 57   | 52  | 32,1 | 46,4 | 15,0 | 70,5 | 3,9 | 4,9 | 2,1 | 0,9 | 15,4 |
| 1988-1989  | Cleveland Cavaliers | 82   | 82  | 34,8 | 51,1 | 25,0 | 75,1 | 5,0 | 5,3 | 2,3 | 0,9 | 18,6 |
| 1989-1990  | Cleveland Cavaliers | 7    | 7   | 37,4 | 44,2 | 20,0 | 75,6 | 6,9 | 7,0 | 2,0 | 1,3 | 22,0 |
| 1989-1990  | L.A. Clippers       | 28   | 28  | 39,5 | 48,1 | 28,3 | 79,5 | 5,6 | 4,8 | 2,4 | 1,1 | 23,0 |
| 1990-1991  | L.A. Clippers       | 39   | 34  | 35,5 | 39,1 | 32,4 | 66,8 | 4,8 | 5,4 | 1,7 | 0,9 | 19,6 |
| 1991-1992  | L.A. Clippers       | 82   | 82  | 38,3 | 44,0 | 30,3 | 73,6 | 5,5 | 5,1 | 1,9 | 0,9 | 18,2 |
| 1992-1993  | L.A. Clippers       | 80   | 77  | 37,1 | 45,1 | 28,0 | 76,9 | 5,3 | 4,5 | 2,2 | 0,9 | 18,0 |
| 1993-1994  | L.A. Clippers       | 75   | 75  | 38,1 | 42,6 | 30,1 | 71,5 | 6,1 | 4,6 | 1,9 | 0,7 | 20,1 |
| 1994-1995  | Chicago Bulls       | 77   | 53  | 19,9 | 42,6 | 28,2 | 61,8 | 2,3 | 2,0 | 1,3 | 0,4 | 6,9  |
| 1995-1996† | Chicago Bulls       | 80   | 80  | 23,6 | 46,7 | 26,9 | 70,5 | 2,7 | 2,6 | 1,3 | 0,4 | 7,4  |
| 1996-1997† | Chicago Bulls       | 76   | 74  | 22,9 | 43,6 | 36,2 | 70,7 | 2,5 | 2,5 | 1,1 | 0,5 | 6,3  |
| 1997-1998† | Chicago Bulls       | 82   | 82  | 27,9 | 44,1 | 19,0 | 75,0 | 3,5 | 2,9 | 1,3 | 0,6 | 9,3  |
| 1998-1999  | Chicago Bulls       | 35   | 35  | 31,6 | 37,7 | 31,8 | 70,3 | 5,1 | 3,3 | 1,7 | 1,0 | 11,2 |
| 1999-2000† | L.A. Lakers         | 80   | 78  | 25,5 | 39,9 | 31,1 | 68,0 | 4,2 | 3,4 | 1,1 | 0,5 | 7,0  |
| 2000-2001† | L.A. Lakers         | 47   | 46  | 24,2 | 46,9 | 26,4 | 70,8 | 3,5 | 2,4 | 0,8 | 0,5 | 6,5  |
| Carriera   | Carriera            | 1009 | 967 | 30,9 | 44,6 | 28,9 | 72,0 | 4,3 | 3,9 | 1,7 | 0,7 | 13,8 |

#### Play-off
| Anno     | Squadra             | PG  | PT | MP   | TC%  | 3P%  | TL%  | RP  | AP  | PRP  | SP  | PP   |
| -------- | ------------------- | --- | -- | ---- | ---- | ---- | ---- | --- | --- | ---- | --- | ---- |
| 1988     | Cleveland Cavaliers | 4   | 4  | 33,5 | 47,6 | 0,0  | 68,8 | 5,0 | 3,8 | 2,8  | 1,0 | 17,8 |
| 1989     | Cleveland Cavaliers | 5   | 5  | 37,8 | 56,5 | 0,0  | 76,9 | 4,2 | 4,0 | 2,2  | 0,8 | 19,6 |
| 1992     | L.A. Clippers       | 5   | 5  | 41,2 | 44,8 | 11,1 | 78,6 | 6,4 | 4,6 | 1,0  | 0,8 | 18,0 |
| 1993     | L.A. Clippers       | 5   | 5  | 34,8 | 47,4 | 50,0 | 64,7 | 4,0 | 3,2 | 3,0* | 2,0 | 18,0 |
| 1995     | Chicago Bulls       | 6   | 0  | 6,7  | 42,9 | 0,0  | -    | 1,0 | 0,7 | 0,5  | 0,2 | 2,0  |
| 1996†    | Chicago Bulls       | 18  | 16 | 27,4 | 42,5 | 31,9 | 69,0 | 3,7 | 2,5 | 1,4  | 0,4 | 8,8  |
| 1997†    | Chicago Bulls       | 19  | 19 | 27,1 | 40,0 | 34,4 | 75,0 | 4,3 | 3,0 | 1,3  | 0,7 | 7,5  |
| 1998†    | Chicago Bulls       | 21  | 21 | 26,8 | 45,9 | 26,3 | 61,5 | 3,7 | 2,3 | 1,0  | 0,9 | 6,7  |
| 2000†    | L.A. Lakers         | 23  | 23 | 28,0 | 43,1 | 23,1 | 70,2 | 3,7 | 3,2 | 1,0  | 0,6 | 8,6  |
| 2001†    | L.A. Lakers         | 6   | 0  | 7,0  | 50,0 | 25,0 | 66,7 | 1,3 | 0,7 | 0,7  | 0,2 | 2,2  |
| Carriera | Carriera            | 112 | 98 | 26,8 | 45,0 | 29,2 | 69,8 | 3,7 | 2,7 | 1,3  | 0,7 | 9,0  |

#### Massimi in carriera
- Massimo di punti: 40 vs Boston Celtics (4 febbraio 1987)[1]
- Massimo di rimbalzi: 16 vs New York Knicks (10 febbraio 1987)
- Massimo di assist: 15 vs Philadelphia 76ers (28 dicembre 1991)
- Massimo di palle rubate: 10 vs Philadelphia 76ers (10 marzo 1987)
- Massimo di stoppate: 5 vs Houston Rockets (28 febbraio 1991)
- Massimo di minuti giocati: 52 vs Golden State Warriors (13 marzo 1994)

## Palmarès

### Giocatore
- NCAA AP All-America Second Team (1986)
- Campionato NBA: 5

Chicago Bulls: 1996, 1997, 1998
Los Angeles Lakers: 2000, 2001
- NBA All-Rookie First Team (1987)
- Venticinquesimo miglior giocatore per palle rubate di sempre NBA

## Vita privata
Uno dei figli, Dylan Harper, ha giocato al college alla Rutgers University e milita nei San Antonio Spurs. Un altro figlio, Ron Harper Jr., ha giocato anch'egli nella pallacanestro universitaria a Rutgers e nella NBA per i Toronto Raptors e i Detroit Pistons.